# Jägersro (spel)
Jägersro är ett sällskaps- och kapplöpningsspel för två till fem spelare, konstruerat av Jan Jangö och utgivet av Alga. Det är uppkallat efter trav- och galoppbanan Jägersro i Malmö.

## Introduktion
Spelet går ut på att man spelar 10 lopp där spelarna kan ställa upp med de hästar de äger. Genom att vinna lopp och/eller satsa pengar på rätt hästar kan man investera i bolag och bättre hästar. I den äldre utgåvan av spelet går det dessutom att köpa aktier i Totosyndikatet vilket påminner om bolagsspel på V75. Det går även att anställa stjärnjockeys samt köpa försäkringar till sina hästar. Förflyttning sker genom förutbestämda antal steg som är knutet till varje häst men kan under loppets gång påverkas av de galoppkort man drar. Vinnare blir den spelare som efter sista loppet har de högst värderade tillgångarna.

## Versionshistorik
Ett första spel med samma namn kom ut 1945 och påminner inte alls om Jangös Jägersro. Hans spel har givits ut i tre versioner: på 1950-talet, 1992 och 2023. Den andra versionen kom ut i samband med att Alga återutgav några andra av sina klassiska sällskapsspel, däribland Bondespelet och Wangaratta.

## Hästar
Varje spelare börjar med var sin 2-årig häst men kan under spelets gång även få tillgång till 3-, 4- och 5-åriga hästar. De 2-åriga hästarna Tristan, Caruso, Isolde, Rigoletto och Figaro har namn hämtade från operavärlden. 3-åringarna vars namn är Rapid, Orkan, Rush, Comet och Vitesse har fått namn som symboliserar kvickhet, styrka och fart. Låttitlar av jazzlegenden Benny Goodman har fått ge namn åt de 4-åriga hästarna Whispering, Avalon, Rose Room, Sweet Sue och Solitude. De 5-åriga hästarna Castor, Cassiopeja, Pollux, Rigel och Aldebaran har fått sina namn av stjärnor eller, som i Cassiopejas fall, en stjärnbild.

## Bolag
Det går att köpa 6 bolag: AB Jockeytjänst, AB Galoppstall, AB Tränartjänst, AB Galoppförsäkring, AB Privatbanken och AB Hästagenturen. Bolagens värde varierar mellan 2000kr och 50000kr.
AB Jockeytjänst uppbär 20% av prissumman som hemförs av en häst riden av stjärnjockey.
AB Galoppstall uppbär stallhyror (2000kr per häst) enligt chanskort.
AB Galoppförsäkring uppbär försäkringspremier (500kr per lopp) och betalar 2000kr till banken vid försäkringsfall, det vill säga när en häst är halt och, i den senare utgåvan, när en spelare får "Förkynling i stallet". Ägaren uppbär även försäkringsavgifter enligt chanskort (2000kr per häst).
AB Tränartjänst uppbär tränaravgifter (3000kr per häst) enligt chanskort.
AB Privatbanken uppbär alla låneräntor. Bolaget får inte köpas av en skuldsatt spelare och ägaren av bolaget får inte låna frivilligt.
AB Hästagenturen köper hästar till halva värdet och säljer dem till fulla värdet. Det finns även ett kort i den äldre utgåvan och två kort i den senare utgåvan där ägaren av AB Hästagenturen köper den dyraste hästen för 10000kr. Därför kan det vara väldigt användbart att ha AB Hästagenturen för att köpa Rigel som har vunnit (och som då är värd 30000kr) av en annan spelare för en tredjedel av värdet.

## Obligationer
Det finns två obligationer: en som kostar 25000kr och en som kostar 50000kr. Ägaren till en eller båda av dessa obligationer får av banken en ränta med 10% av pengarna som han har i obligationer.

## Skillnaderna mellan utgåvorna

### Galoppkort
I både den äldre och senare utgåvan återfinns 20 galoppkort, men följande förändringar har skett i den senare versionen. De två galoppkorten "Störtning!" och "Hästen Slut!" där man skall invänta hästar har ersatts av korten "Skräp I Ögat!" och "Hästen Snavar!" där en häst faller tillbaka ett antal steg. Därtill har ett av de tre galoppkorten "Hästen Tröttnar!" ersatts av kortet "Hästen Halt!" som i den äldre versionen istället ingick bland chanskorten. Dessutom har galoppkorten "Driv Inte Hästen För Hårt!" och "Dålig Galopp!" ändrats så att de inte påverkar en häst riden av en stjärnjockey. Några smärre förändringar av texten på korten har också skett i vissa fall.

### Chanskort
Det finns ett 30-tal chanskort (exakt antal beror på utgåva) som till exempel ger spelaren möjligheten att göra en valfri affär, tvingar spelaren att betala hälften av sina kontanter till banken, att sälja en häst som blivit halt eller sälja den dyraste hästen som inte är med i loppet.

### Spelplan
Medan galoppbanan har en hästskoform i den äldre utgåvan har den senare utgåvan den verkliga galoppbanans ovala form. Förändringaren har medfört att banornas förhållanden emellan har ändrats lite även om banorna är lika långa som tidigare.

### Totosyndikatet
Att köpa aktier i Totosyndikatet är en viktig strategi i den äldre utgåvan av Jägersro, framförallt med många spelare. Så viktig att det oftast är viktigare än att vinna lopp och satsa pengar på rätt hästar. Detta är sannolikt anledningen till att Totosyndikatet helt uteblivit i den senare utgåvan av spelet.

### Årstider
Ett regelförslag som introducerades i den senare versionen av Jägersro är möjligheten att hästarnas form förändras under året. Detta avgörs genom att hästarna antingen startar från omgång 1 (vår), 4 (sommar), 7 (höst) eller 10 (vinter) beroende på den årstid loppet körs när antalet steg skall avläsas på hästkortet.

### Hästspel
Det andra regelförslaget i den senare versionen är möjligheten att satsa på en häst under loppets gång, istället för att använda sig av de klassiska reglerna för spel på hästfärg. Kostnaderna för detta ökar under loppets gång. Möjligheten avbryts dessutom helt under upploppet.

## Hästranking
En hästs vinstchanser påverkas av flera faktorer - antalet steg på hästkortet, startordning etcetera. Ingen häst är alltid bäst i varje given situation vid startläget, likaså är ingen häst alltid sämst.